# شهصوار زاده غازي محمد باشا
شهصوار زاده غازي محمد باشا سياسي عثماني شغل منصب والي مصر منذ 1657 حتى 1660.